# Zbiornik Borkowo
Zbiornik Borkowo – zbiornik retencyjny na Kanale Kołaczkowskim (prawym dopływie Wrześnicy), zlokalizowany w Borkowie, w gminie Kołaczkowo (województwo wielkopolskie).
Zbiornik posiada wydłużony na osi wschód-zachód kształt, z niewielką odnogą od północy. Część północnego brzegu jest zalesiona, resztę otaczają użytki rolne. Posiada średnią powierzchnię od 13 do 14,9 hektara i jest największym zbiornikiem gminy Kołaczkowo. Wykorzystywany jest na potrzeby rolnictwa, a także jako prywatne łowisko. Posiada znaczny potencjał rekreacyjny, jednak nie jest on na razie wykorzystywany.
Koroną zapory przebiega droga gminna z Wrześni do Samarzewa.

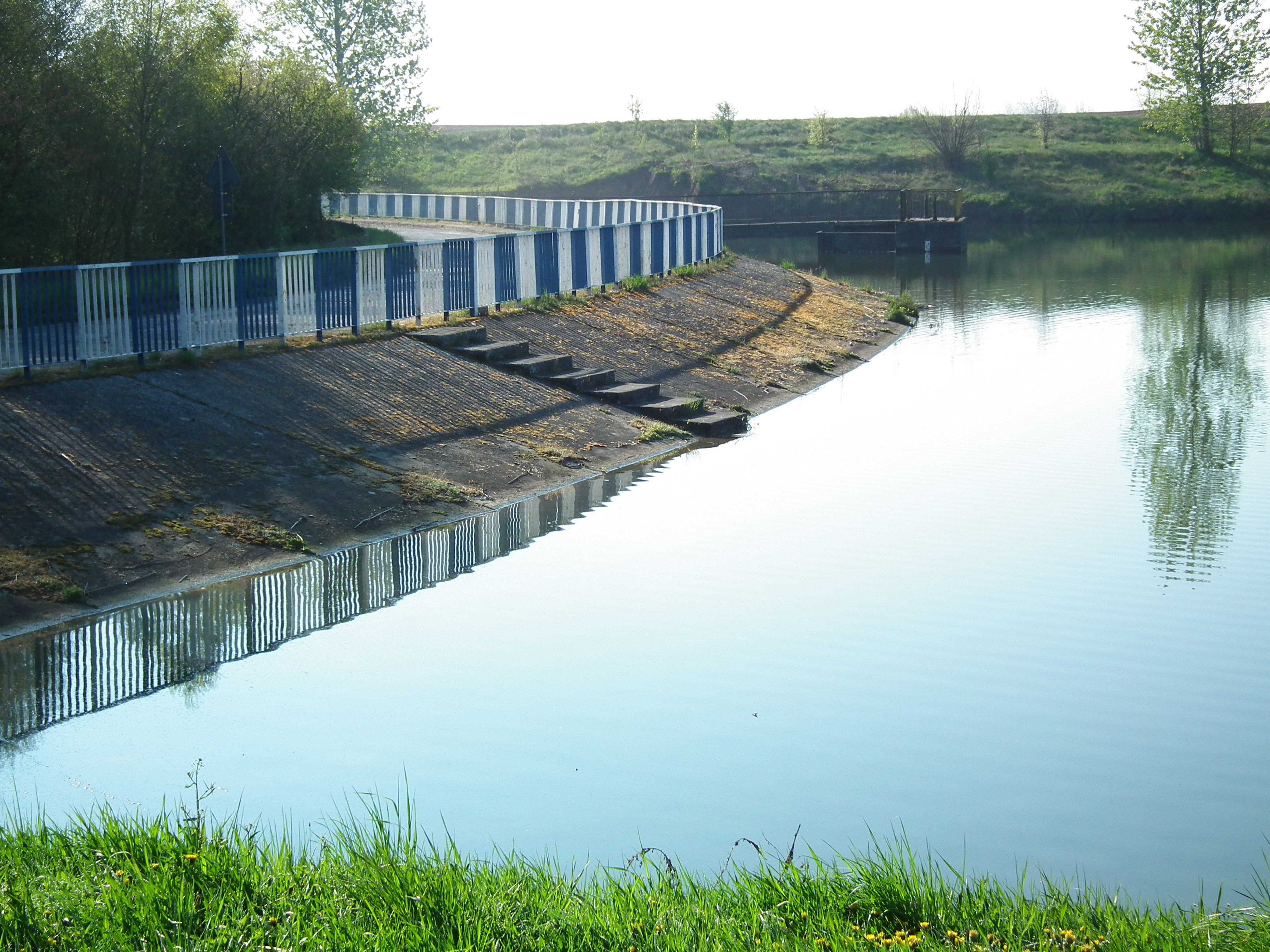
Zapora
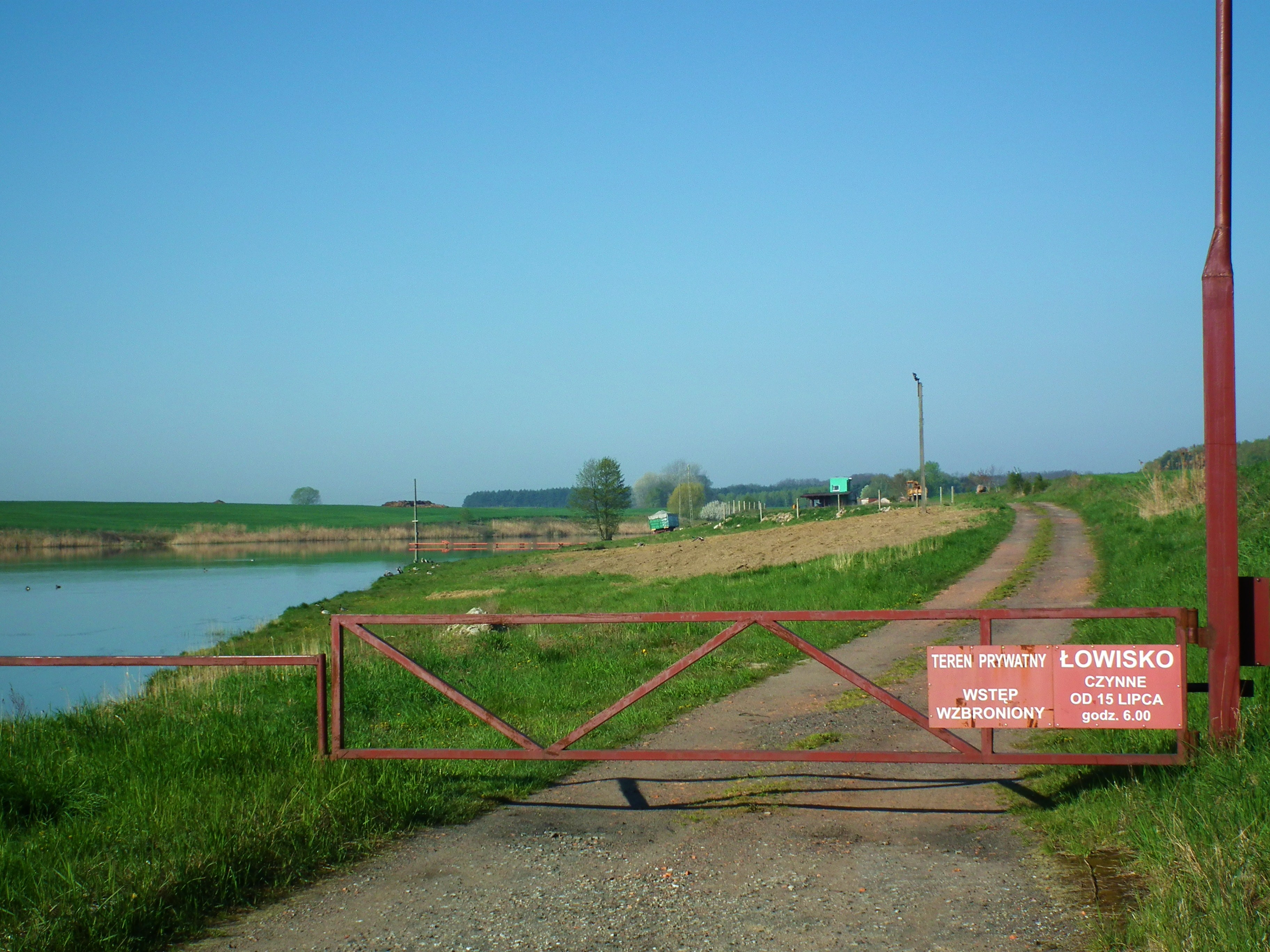
Łowisko